# Bátmonostor
Bátmonostor es un pueblo ubicado en el distrito de Baja, en el condado de Bács-Kiskun, Hungría.

## Superficie
Posee una superficie de 37,95 kilómetros cuadrados.

## Demografía
Hasta 2019 la población era de 1475 habitantes, con una densidad de población de 38,87 habitantes por kilómetro cuadrado.